# Harry Mulisch
Harry Mulisch (Haarlem, 1927. július 29. – Amszterdam, 2010. október 30.) a mai holland irodalom már kanonizált alakja. Az úgynevezett "nagy trió" alakja, Gerard Reve-vel és Hermansszal egyetemben.

## Életpályája
Apja, Harry Kurt Victor Mulisch 1892. július 10-én született az Osztrák–Magyar Monarchiában, Gablonzban, a mai cseh Jablonecben, tehát tulajdonképpen osztrák volt. Az első világháborúban harcolt az orosz, olasz és a francia frontokon. A háború befejeztével Hollandiába emigrált. Mulisch édesanyja 1908. március 16-án született egy zsidó bankár lányaként Frankfurtban. Német hivatalnokokkal való baráti kapcsolataiknak köszönhették, hogy a Schwartz család Flandriából Hollandiába szökhetett. Ekkor találkoztak egymással Karl és Alice a lány apján keresztül, aki háborús veteránként látott el egy állást. Ezeknek a körülményeknek az ismeretében érthetjük csak meg, miért mondja Mulisch magáról: „engem nem érintett a világháború, én magam vagyok a második világháború.” 
Mulisch szülei 1926 áprilisában kötöttek házasságot Amszterdamban, és házasságukból egykeként született 1927. július 29-én Harry Haarlemben, ahol a rokonság lakott. Mulisch-t nagyrészt Frieda Falk, a házvezetőnő nevelte, aki 1891-ben született Posenben, a mai Lengyelországban. Sokat utazgatott vele az ötéves Harry, akit részben hollandul, részben németül neveltek.

## Művei
A második világháború gyakori téma az életművében. Az apja a németeknek dolgozott a háború alatt, majd három évre börtönbe is került. Mivel a háború betöltötte majdnem a teljes serdülőkorát, hatalmas hatást tettek rá az események.
Híres mondása, hogy a második világháborúnak akkor tűnik el a hatása, amikor az utolsó áldozata is meghal.
2. világháborút feldolgozó regények:
- A merénylet (De aanslag) Budapest: Európa, 1986
- Siegfried avagy fekete idill (Siegfried) Budapest: Európa, 2002
- Het stenen bruidsbed (A kő nászágy)
- A menny felfedezése (De ontdekking van de hemel) Budapest: Cartaphilus, 2008

Ez utóbbi műfaját Magnum Opusként nevezik meg, mivel Mulisch arra törekedett a megírásakor, hogy lehetőleg mindent belefoglaljon, amit fontosnak tart. Ez a könyv mindenről szól: barátság, szerelem, erotika, politika, tudomány témáiról, sőt az irodalom maga is fontos szerepet játszik. A képzelet és a valóság sokszor nem elválasztható.
A regényt meg is filmesítették The Discovery of Heaven címen Jeroen Krabbé rendezésében, Stephen Fry-jal a főszerepben.

### Magyarul
- A merénylet. Regény; ford. Várady-Brenner Mária; Európa, Bp., 1986
- Siegfried. Fekete idill; ford. Devich Klára; Európa, Bp., 2002
- A menny felfedezése; ford. Wekerle Szabolcs; Cartaphilus, Bp., 2008

## Külső hivatkozás
- Képek

## Fordítás
- Ez a szócikk részben vagy egészben a Harry Mulisch című holland Wikipédia-szócikk fordításán alapul.  Az eredeti cikk szerkesztőit annak laptörténete sorolja fel. Ez a jelzés csupán a megfogalmazás eredetét és a szerzői jogokat jelzi, nem szolgál a cikkben szereplő információk forrásmegjelöléseként.
- Ez a szócikk részben vagy egészben a Harry Mulisch című angol Wikipédia-szócikk fordításán alapul.  Az eredeti cikk szerkesztőit annak laptörténete sorolja fel. Ez a jelzés csupán a megfogalmazás eredetét és a szerzői jogokat jelzi, nem szolgál a cikkben szereplő információk forrásmegjelöléseként.